# Fenosafranina
Fenosafranina – organiczny związek chemiczny, zasadowy barwnik azynowy z grupy safranin odkryty w 1878 roku przez Otto Nikolausa Witta.
Fenosafraninę otrzymuje się poprzez utlenianie mieszaniny p-fenylenodiaminy i chlorowodorku aniliny w stosunku 1:2 lub też utlenianie równomolowej mieszaniny 4,4'-diaminodifenyloaminy i aniliny, a następnie chlorowanie powstałego związku.
W stężonym kwasie siarkowym, fenylosafranina barwi się na zielono. Wraz z rozcieńczaniem, zmienia barwę na niebieską, fioletową, a następnie czerwoną. W wodnym roztworze wodorotlenku sodu strąca się brązowoczerwony osad rozpuszczalny w dużej ilości wody. Fenosafranina rozpuszcza się w wodzie i alkoholach barwiąc się przy tym na czerwono lub fioletowoczerwono i wykazując zjawisko zielonej lub żółtozielonej fluorescencji. Maksimum absorpcji wynosi około 530 nm.
Stosowana jest jako barwnik mikroskopowy, do barwienia na niebieskawo-czerwony kolor bawełny zaprawionej taniną oraz jako znieczulacz w fotografii.